# Стовер (Міссурі)
Стовер (англ. Stover) — місто (англ. city) в США, в окрузі Морган штату Міссурі. Населення — 1006 осіб (2020).

## Географія
Стовер розташований за координатами 38°26′31″ пн. ш. 92°59′24″ зх. д. / 38.44194° пн. ш. 92.99000° зх. д. (38.441813, -92.990138).  За даними Бюро перепису населення США в 2010 році місто мало площу 2,30 км², уся площа — суходіл.

## Демографія
Згідно з переписом 2010 року, у місті мешкали 1094 особи в 453 домогосподарствах у складі 270 родин. Густота населення становила 476 осіб/км².  Було 532 помешкання (232/км²).
Расовий склад населення:
| - 96,5 % — білих - 0,5 % — корінних американців - 0,2 % — вихідців з тихоокеанських островів - 0,1 % — азіатів - 1,5 % — осіб інших рас |

До двох чи більше рас належало 1,2 %. Частка іспаномовних становила 2,2 % від усіх жителів.
За віковим діапазоном населення розподілялося таким чином: 22,1 % — особи молодші 18 років, 54,1 % — особи у віці 18—64 років, 23,8 % — особи у віці 65 років та старші. Медіана віку мешканця становила 42,1 року. На 100 осіб жіночої статі у місті припадало 89,3 чоловіків;  на 100 жінок у віці від 18 років та старших — 83,6 чоловіків також старших 18 років.
Середній дохід на одне домашнє господарство  становив 38 527 доларів США (медіана — 27 550), а середній дохід на одну сім'ю — 40 800 доларів (медіана — 32 368). Медіана доходів становила 27 115 доларів для чоловіків та 26 484 долари для жінок. За межею бідності перебувало 30,0 % осіб, у тому числі 39,2 % дітей у віці до 18 років та 16,5 % осіб у віці 65 років та старших.
Цивільне працевлаштоване населення становило 479 осіб. Основні галузі зайнятості: освіта, охорона здоров'я та соціальна допомога — 26,5 %, виробництво — 20,0 %, роздрібна торгівля — 16,9 %.